# Al-Mughayyir (Ramal·lah)
Al-Mughayyir (àrab: المغيّر, al-Muḡayyir) és una vila palestina de la governació de Ramal·lah i al-Bireh, al centre de Cisjordània, situada 24 km al nord-est de Ramal·lah i a 34 kilòmetres al sud-est de Nablus. Segons l'Oficina Central d'Estadístiques de Palestina (PCBS), tenia 3.030 habitants en 2016. Segons els vilatans el 75% de la seva terra ha estat confiscada per colons israelians, bases militars i reserves naturals.

## Història
S'hi ha trobat terrissa de les èpoques romana d'Orient-omeia, mameluc i dels primers anys del domini otomà. El Survey of Western Palestine (SWP) del Fons per a l'Exploració de Palestina hi va trobar "antigues cisternes i una premsa de raïm tallada en roca vora la vila, que està ben construït amb pedra tallada."

### Època otomana
En 1517, el llogaret va ser inclòs a l'Imperi Otomà amb la resta de Palestina, i s'han trobat testos de principis del període otomà. Apareix en els registres fiscals de 1596 vcom a Mugayyir, situada a la nàhiya de Jàbal Qubal al liwà de Nablus. La població era de 7 llars i 9 solters, tots musulmans. Pagaven impostos sobre blat, ordi, cultius d'estiu, oliveres, ingressos ocasionals, cabres i ruscs; un total de 4.500 Akçe.
En 1852, Edward Robinson va descriure el poble com de «grandària considerable» i que estava construït amb pedres tallades. Va assenyalar també que els vilatans eren «bastant civils i que responien fàcilment a totes les nostres consultes.»
En 1870 Victor Guérin la va trobar en gran part abandonada pels seus habitants per manca d'aigua potable. Va notar especialment una petita mesquita, que tenia una sèrie de pedres tallades regularment que semblaven antigues. També hi havia diverses coves, excavades en roca, que també semblaven velles.
En 1883 el Survey of Western Palestine del Fons per a l'Exploració de Palestina la descriu com «un petit llogaret de cases de pedra, en una cresta, amb oliveres a l'oest i belles terres de blat de moro al Merj Sia. També hi ha blat de moro al nord.»

### Època del Mandat Britànic
En el cens de Palestina de 1922, organitzat per les autoritats del Mandat Britànic, la població de Mughair era de 179, musulmans, incrementats en el cens de 1931 per El Mughaiyir a 204 musulmans en 41 cases.
En 1945, El Mughaiyir (inclosa Khirbat Jib'it) tenia 290 musulmans, amb un total de 33.903 dúnams de terra, segons una enquesta oficial de terra i població. D'aquests, 361 dúnams eren plantacions i regadiu, 6.908 usades per a cereals, mentre 34 dúnams eren sòl edificat.

### Després de 1948
En la vespra de guerra araboisraeliana de 1948, i després dels acords d'armistici araboisraelians de 1949, Al-Mughayyir fou ocupada pel regne haixemita de Jordània. Després de la Guerra dels Sis Dies de 1967 va romandre sota l'ocupació israeliana.
Segons els acords d'Oslo II signat entre l'Organització d'Alliberament de Palestina (OLP) i Israel al setembre de 1995, el poble d'Al Mughayyir estava dividit políticament Àrea B i Àrea C. Aproximadament 1.934 dúnams (5.9% de la superfície total del poble) es classifiquen com a àrea B, on l'Autoritat Nacional Palestina té un control total sobre assumptes civils i Israel continua tenint una responsabilitat primordial per a la seguretat. L'àrea B constitueix la major part de les àrees palestines habitades, inclosos els municipis, els pobles i alguns camps de refugiats. La majoria de la població del poble resideix a la zona B que forma una petita part en comparació amb la superfície total del poble. La resta de la zona del poble, que constitueixen 31.121 dúnams (94,1% de la superfície total) es classifica com a àrea C, on Israel manté el control total de la seguretat i l'administració relacionada amb el territori. A l'àrea C, l'administració de terrenys i edificis palestins està prohibida a menys que sigui mitjançant consentiment o autorització de l'Administració civil israeliana. La majoria de les terres situades a la zona C són àrees agrícoles i espais oberts, a més de campaments militars israelians.
El 12 de novembre de 2014, la mesquita d'Al-Mughayyir va ser danyada per un incendi, segons sembla, per un atac de colons israelians. La policia israeliana diu que l'incident no coincideix amb anteriors atacs de "responsabilitat mútua" ' i que era impossible una investigació completa perquè se'ls va negar l'entrada al poble per part de les autoritats palestines. Segons el periodista de Haaretz Chaim Levinson va ser la desena mesquita sotmesa a incendi a Israel i a Cisjordània des de juny de 2011, i cap investigació mai va portar a una acusació.